# تویاما (شهر)

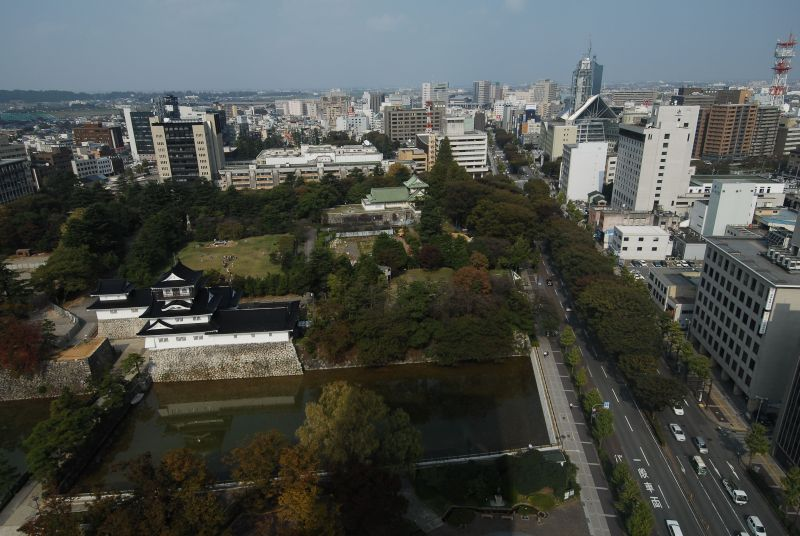
نمایی از شهر تویوما در ژاپن.

تویاما شهری است در کشور ژاپن. این شهر مرکز استان تویاما در جزیره هونشو است.
جمعیت این شهر در سال ۲۰۰۹ میلادی برابر ۴۲۰۰۰۰ نفر برآورد شده است.